# Diabolis Interium
Albums de Dark Funeral
Teach Children to Worship Satan
(2000) De Profundis Clamavi Ad Te Domine
(2004)
Diabolis Interium est le troisième album studio du groupe de Black metal suédois Dark Funeral. L'album est sorti le 24 septembre 2001 sous le label No Fashion Records, il s'agit du dernier album du groupe sorti sous ce label.
L'album a été ré-édité le 31 juillet 2007. Un CD y est ajouté: il s'agit de l'EP de reprises du groupe précédemment sorti sous le nom de Teach Children to Worship Satan.
Cet album se distingue nettement de son prédécesseur, Vobiscum Satanas. En effet, à partir de cet album, Dark Funeral a donné à ses œuvres une qualité d'enregistrement bien supérieure, donnant un son meilleur à ses albums. Cette caractéristique de leur nouvelle musique leur a fait perdre leurs fans de la première heure, car leur nouveau genre s'éloignait du style "True black metal" mais leur a également ouvert un public plus large.

## Musiciens
- Emperor Magus Caligula - Chant / Basse
- Lord Ahriman - Guitare
- Dominion - Guitare
- Matte Modin - Batterie (sur le CD 1)
- Gaahnfaust - Batterie (sur le CD 2)

## Liste des morceaux
1. The Arrival of Satan's Empire - (3:46)
2. Hail Murder - (5:02)
3. Goddess of Sodomy - (4:11)
4. Diabolis Interium - (4:20)
5. An Apprentice of Satan - (6:04)
6. Thus I Have Spoken - (4:59)
7. Armageddon Finally Comes - (3:21)
8. Heart of Ice - (4:34)

### Liste de la version 2007

#### CD 1
1. The Arrival of Satan's Empire - (3:46)
2. Hail Murder - (5:02)
3. Goddess of Sodomy - (4:11)
4. Diabolis Interium - (4:20)
5. An Apprentice of Satan - (6:04)
6. Thus I Have Spoken - (4:59)
7. Armageddon Finally Comes - (3:21)
8. Heart of Ice - (4:34)

#### CD 2
1. An Apprentice of Satan - (6:05)
2. The Trial (reprise du groupe King Diamond) - (5:26)
3. Dead Skin Mask (reprise du groupe Slayer) - (4:46)
4. Remember the Fallen (reprise du groupe Sodom) - (4:15)
5. Pagan Fears (reprise du groupe Mayhem) - (6:31)